# Požega (Srbija)
Požega (srpski: Пожега), prije zvana i Užička Požega (srp. Ужичка Пожега) je gradsko naselje u općini Požega u Zlatiborskom okrugu u Srbiji. Prema popisu iz 2002. imala je 13 206 stanovnika (prema popisu iz 1991. bilo je 12 552 stanovnika).
Nalazi se 180 km od Beograda i 25 km od Užica.
Požega je jedno od najvažnijih prometnih čvorišta u ovom dijelu Srbije. Njega čine željezničke pruge Beograd – Bar i Požega – Stalać, postojeće magistralne ceste M-21 i M-22 i planirane autoceste M-227 Beograd – Južni Jadran i E-761 Pojate-Kraljevo – Čačak – Požega. Ovakav prometni položaj doprinosi da Požega bude na raskrižju dva pojasa intenzivnog razvoja, duž Zapadne Morave i duž poteza Beograd – Bar.
Plodna zemlja i blizina rijeka vjerojatno je utjecala da se na ovom mjestu ljudi rano nasele. Ispitivanja pokazuju da su na mjestu današnje Požege postojala naselja 2600 godina prije Krista. Od 7. stoljeća ove krajeve naseljavaju Slaveni.

## Stanovništvo
U gradu Požegi prema popisu stanovništva iz 2002. godine živi 13.206 stanovnika. Naseljena je većinom Srbima.
- Srbi     12 698 – 96,15 %
- Romi        226 – 1,71 %
- Crnogorci    51 – 0,38 %
- Hrvati       19 – 0,14 %
- Jugoslaveni 19 – 0,14 %
- Makedonci    16 –  0,12 %
- ostali          62